# Каллахилл

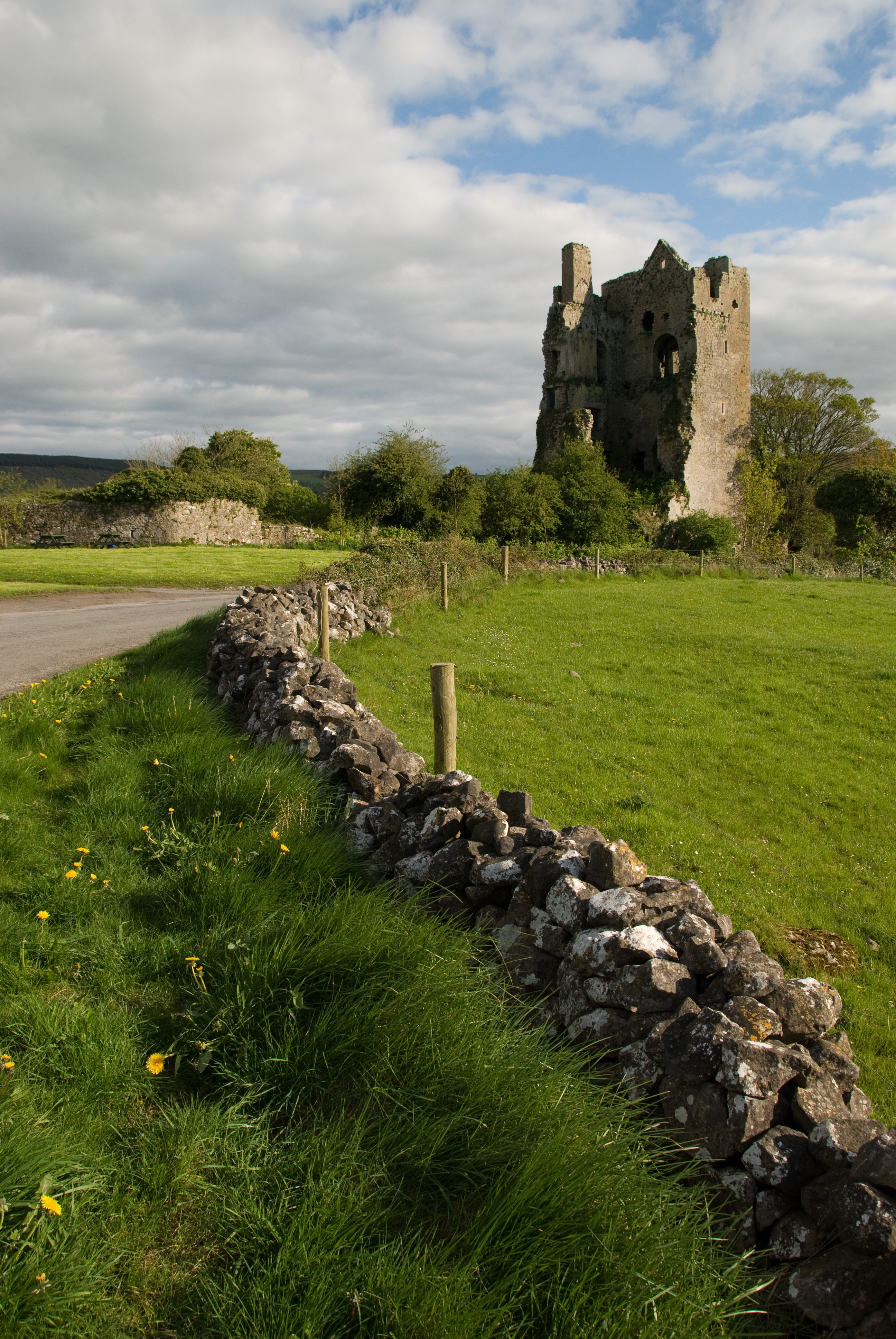

Каллахилл (англ. Cullohill; ирл. An Chlchoill) — деревня в Ирландии, находится в графстве Лиишь (провинция Ленстер) у региональной трассы R639. Известная достопримечательность — Замок Кэллахил.
Население — 200 человек (по переписи 2006 года). При этом, население пригородов (environs) — 800 человек.